# Martina (imperatriz)

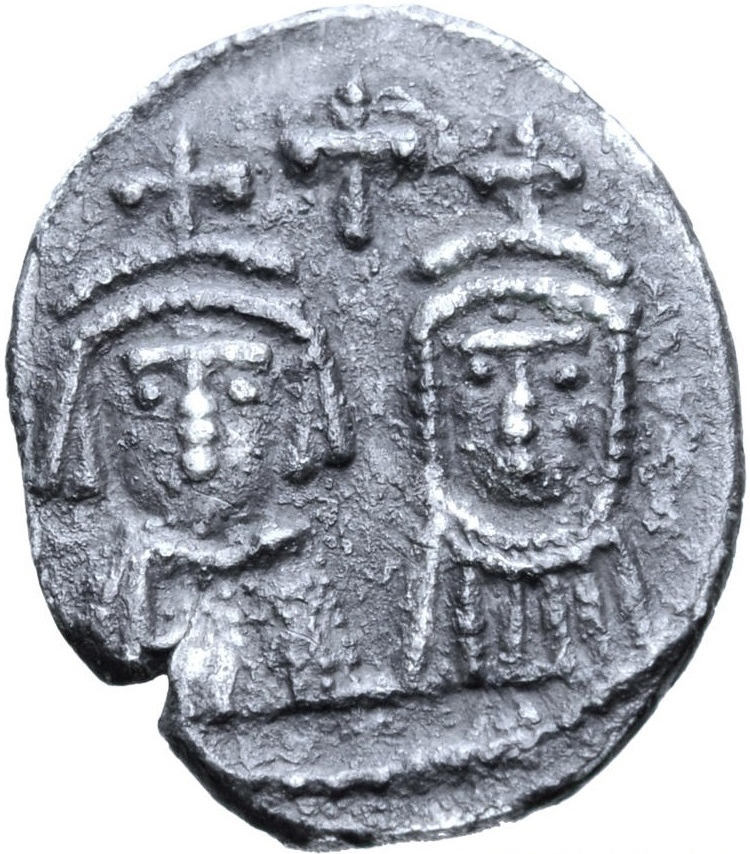
Imagem de Martina e seu marido cravada em uma moeda.

Martina foi uma imperatriz-consorte bizantina, segunda esposa de Heráclio. Ela era filha de Maria, irmã de Heráclio, e de um tal Martinho. Maria era filha de Heráclio, o Velho, com sua esposa Epifânia, conforme o relato na crônica de Teófanes, o Confessor.

## Imperatriz
Fábia Eudócia, a primeira esposa de Heráclio, morreu em 13 de agosto de 612 e, de acordo com o Chronographikon syntomon, do patriarca Nicéforo I de Constantinopla, a causa foi epilepsia.
De acordo com Teófanes, Martina se casou com o tio materno não muito depois, datando a cerimônia no ano de 613 no máximo. Porém, Nicéforo afirma que o casamento ocorreu durante as guerras com os ávaros eurasianos que ocorreram na década de 620.
O casamento foi considerado ilegal por estar dentro dos graus proibidos de parentesco de acordo com as regras cristãs sobre o incesto. Apesar da ilegalidade e das tentativas de convencer Heráclio a repudiar a esposa, o patriarca de Constantinopla Sérgio I realizou a cerimônia e coroou Martina no Augusteu depois que ela foi proclamada augusta por Heráclio. Até mesmo os membros da família imperial deixaram claras as sua objeções, principalmente o irmão de Heráclio (e tio de Martina), Teodoro, continuamente criticando a relação.
O casal era muito próximo: Martina acompanhava o marido em suas campanhas mais difíceis contra o Império Sassânida e estava ao seu lado em Antioquia quando as notícias chegaram sobre uma séria derrota frente aos árabes no rio Jarmuque em agosto de 636.

## Regente
Em seu leito de morte, em 641, Heráclio deixou o império para dois de seus filhos, Heráclio Constantino (como Constantino III) e Heraclonas (como Heráclio II), concedendo-lhes a mesma dignidade. Martina deveria ser honrada como imperatriz-mãe de ambos. O imperador morreu em 11 de fevereiro de um edema. Nicéforo acreditava que a morte havia sido uma punição divina pelo casamento pecaminoso. Três dias depois, Martina tomou a iniciativa de anunciar o conteúdo do testamento de Heráclio numa cerimônia pública. A autoridade para convocar uma cerimônia assim pertencia ao imperador e não à imperatriz, o que demonstra que Martina estava tentando estabelecer sua própria autoridade sobre os dois coimperadores.
A cerimônia foi realizada no Hipódromo de Constantinopla e estavam presentes os membros do Senado bizantino, outros dignatários e a população da cidade. Os dois coimperadores não participaram. Martina leu o testamento e reivindicou a autoridade maior sobre o Império para si, porém a multidão aclamou os nomes dos dois imperadores e não o dela, o que era uma clara rejeição à presunção de Martina, que retornou derrotada para o palácio.
As relações de Martina com o enteado, Constantino, sempre foram difíceis. Quando ele morreu subitamente de tuberculose apenas quatro meses depois, a crença geral era de que a imperatriz o teria envenenado para deixar apenas para Heraclonas o Império. Além disso, ela começou quase que imediatamente a exilar os principais aliados de Constantino e, com a ajuda do patriarca Pirro I de Constantinopla, um de seus aliados, deu nova vida à crença do monotelismo.
Suas ações e os rumores levaram o povo e o Senado a se voltarem contra Martina e o filho Heraclonas. O general armênio Valentino, comandando as tropas da Ásia Menor, marchou até Calcedônia (de frente para Constantinopla, do outro lado do Bósforo) e obrigou o apavorado Heraclonas a nomear Constante II, filho de Constantino, coimperador.
Nem isso, contudo, trouxe a paz e, no final do mesmo mês, o Senado o depôs. Mãe e filho foram mutilados - Heraclonas teve o nariz cortado e Martina, a língua arrancada - e ambos foram exilados para Rodes. Constante II se tornou o único imperador.

## Família e filhos
Martina e Heráclio tiveram pelo menos dez filhos, dos quais pelo menos dois eram deficientes, o que era visto, na época, como uma punição pelo casamento incestuoso. O nome de alguns é tema de debate:
- Constantino, nomeado césar em 615. Morreu jovem.
- Fábio, que tinha um "pescoço paralisado". Morreu jovem.
- Teodósio, que era surdo-mudo, se casou com Nice, filha do general persa Sarbaro.
- Heraclonas, imperador entre 638 e 641.
- Davi (Tibério), nascido em 7 de novembro de 630, proclamado césar em 638. Foi brevemente proclamado augusto e coimperador com Heraclonas e Constante em 641. Foi deposto, mutilado e exilado para Rodes.
- Marino, um césar. Morreu depois de ser circuncidado de acordo com João de Niciu.
- Augustina, proclamada augusta em 638.
- Martina, proclamada augusta no século VII.
- Febrônia.